# 水源校區遺址
水源校區遺址，位於台灣台北市中正區新店溪岸邊。因國立臺灣大學人類學系由校總區搬至該校區而於卓越二期工程施工時發現。由國立台灣大學執行發掘。共發掘過三次，第一次為2013年，第二次為2017年。首次發掘於國防醫學院護理系館及藥學系館基地發掘七個探坑，確認包含十三行文化層、清代農田及日治時期建築地基。第二次發掘於同地點，為搶救發掘。由碳定年確認十三行文化層在BP1200-1000之間。2017搶救發掘出土遺物包括陶器、石器、鐵器、玻璃珠與獸骨等等，另外也將2017年試掘出土日治時期遺構幾乎清開。
2021年，人類學系田野課程進行第三次發掘，於過去國防醫學院花壇周圍發掘出日本建築之放腳基礎等遺構。